# Maria del Carme Gardell Carola
Maria del Carme Gardell Carola   (Setcases, 6 de març de 1891 - Camp de concentració de Ravensbrück, 15 d'abril de 1945), també coneguda com a Carme Bartolí (el seu cognom de casada), fou una dona catalana emigrada a la Catalunya del Nord, membre de la resistència francesa local i col·laboradora de diferents xarxes d'evasió. Fou empresonada i deportada juntament amb la seva filla i morí al camp de concentració de Ravensbrück.

## Biografia
Nascuda al poblet de Setcases (Ripollès) era filla de Jaume Gardell i Rigat  i de Francisca Carola i Oliva, estava casada amb Joan Bartolí i Guillaumes i tenia quatre fills: Jaume, Sabina, Josep i Hermínia. El 1929, per raons econòmiques, la família es va establir a Vallmanya, un poblet del departament dels Pirineus Orientals, a la comarca del Conflent. A l'esclat de la Segona Guerra Mundial, Gardell i la filla Sabina, que llavors tenia poc més de vint anys, van començar a donar suport a diferents moviments de la resistència local (Combat, Franc-tireur i Liberatión Sud); al principi, només alimentant, allotjant i amagant alguns dels seus membres, però de mica en mica, casa seva es convertí en un punt logístic per a fugitius, passadors, maquis i agents d'informació de la Xarxa Cometa. Més tard, quan Sabina es va incorporar a les xarxes Darius, (finals de 1942) Sabot (maig 1943) i a l'estat major de l'Armée Secréte (Organització de l'Exèrcit Secret). Tanta activitat no va passar desapercebuda per a les forces del Govern de Vichy. A finals d'agost de 1943, Gardell i la seva i filla Sabina van ser detingudes i empresonades a Els Banys i Palaldà (Amèlie-les-Bains) i més tard a Perpinyà, on van romandre fins que van ser traslladades al camp de Compenha, a prop de París, d'on van sortir el 31 de gener de 1944, amb destinació a Ravensbrück, en un dels transports més nombrós: més de mil dones, entre les quals hi havia Neus Català, Alfonsina Bueno Vela i moltes resistents catalanes, amuntegades en vagons de bestiar, en un viatge de tres dies, quasi sense menjar ni beure. Van arribar el 3 de febrer de 1944 i van ser registrades amb llurs cognoms de casades: Carmen Bartolí, número 27046 i Sabina (o Savine) González, número 27156.
Les duríssimes condicions del camp, la fam, el fred i els maltractaments, van delmar ràpidament la salut de les presoneres. Maria del Carme Gardell, que ocupava el barracó 22, va morir el 15 d'abril de 1945, en braços de la seva companya Coloma Seró Costa. La filla Sabina Bartolí Gardell la va sobreviure i, després de ser traslladada al camp de Flossembürg, va ser alliberada al final de la guerra i repatriada a França.
En algunes fonts el segón cognom de Maria del Carme Gardell apareix com a García, dada errònia segons s'ha pogut comprovar en els documents procedents dels registres civils i eclesiastics.